# Premio Nacional de Danza Contemporánea José Limón
Premio Nacional de Danza Contemporánea José Limón es un premio mexicano de danza moderna y contemporánea establecido en 1988 y nombrado en honor del bailarín y coreógrafo José Limón. Es otorgado por el Consejo Nacional para la Cultura y las Artes y el Gobierno del Estado de Sinaloa. Por su antigüedad y trascendencia es considerado el premio más importante del gremio de la danza en México.

## Historia y descripción
El Premio Nacional de Danza José Limón se estableció en 1988, con el propósito de brindar reconocimiento a las figuras más destacadas de la danza moderna y contemporánea mexicanas o extranjeras y al mismo tiempo honrar la figura de José Limón. bailarín y coreógrafo nacido en Culiacán, Sinaloa, considerado un referente en la historia de la danza contemporánea y el primer bailarín que enalteció la figura masculina en ese campo. A partir de la XXX edición efectuada en 2010, el premio cambió su nombre a Premio Nacional de Danza Contemporánea José Limón.
Es otorgado por el Consejo Nacional para la Cultura y las Artes (Conaculta) y el Gobierno del Estado de Sinaloa, a través de la Coordinación Nacional de Danza del Instituto Nacional de Bellas Artes y el Instituto Sinaloense de Cultura. La distinción, catalogada como la  más importantes del medio en el país, se entrega cada año durante el Festival Internacional de Danza Contemporánea José Limón, a personas o instituciones cuya labor en la danza moderna y contemporánea constituya una aportación significativa para este arte en México.
Con motivo del centésimo aniversario del natalicio de José Limón se entregaron seis premios en 2008, además, en esta edición se premió por vez primera a una persona que no fuera bailarín o coreógrafo, ya que uno de los premios fue concedido por su trayectoria como crítico e investigador al académico Alberto Dallal, uno de los investigadores e historiadores de danza más sobresalientes de México.

## Ganadores del premio
Los ganadores del premio han sido:
| Año  | Autor                         | Notas |
| ---- | ----------------------------- | ----- |
| 1988 | Waldeen                       |       |
| 1989 | Guillermina Bravo             |       |
| 1990 | Raúl Flores Canelo            |       |
| 1991 | Manuel Hiram                  |       |
| 1992 | Lila López                    |       |
| 1993 | Luis Fandiño                  |       |
| 1994 | Valentina Castro              |       |
| 1995 | Xavier Francis                |       |
| 1996 | Guillermo Arriaga             |       |
| 1997 | Cora Flores                   |       |
| 1998 | Rosa Reyna                    |       |
| 1999 | Federico Castro               |       |
| 2000 | Antonia Quiroz                |       |
| 2001 | Rossana Filomarino            |       |
| 2002 | Rocío Sagaón                  |       |
| 2003 | Jaime Blanc                   |       |
| 2004 | Ballet Teatro del Espacio     |       |
| 2005 | Miguel Ángel Palmeros         |       |
| 2006 | Graciela Henríquez            |       |
| 2007 | Victoria Camero               |       |
| 2008 | Marta Bracho                  |       |
| 2008 | Isabel Beteta                 |       |
| 2008 | Lidya Romero                  |       |
| 2008 | Pilar Medina                  |       |
| 2008 | Alberto Dallal                |       |
| 2008 | Guillermo Maldonado           |       |
| 2009 | Lucy Arce                     |       |
| 2010 | Jorge Domínguez               |       |
| 2010 | Leticia Alvarado              |       |
| 2011 | Cecilia Lugo                  |       |
| 2012 | Marco Antonio Silva           |       |
| 2013 | Margarita Tortajada Quiróz    |       |
| 2014 | Anadel Lynton                 |       |
| 2015 | Cecilia Appleton              |       |
| 2016 | Norma Adriana Castaños Celaya |       |
| 2017 | Rosario Manzanos              |       |
| 2018 | Miguel Mancillas              |       |
| 2019 | Laura Rocha                   |       |
| 2020 | Ruby Gámez                    |       |
| 2021 | Rosa Romero                   |       |
| 2022 | Bernardo Benítez              |       |
| 2023 | Jaime Hinojosa                |       |
| 2024 | Sunny Savoy                   |       |